# Krotoszyce (gmina)
Krotoszyce – gmina wiejska w województwie dolnośląskim, w powiecie legnickim. W latach 1975–1998 gmina położona była w województwie legnickim.
Siedziba gminy to Krotoszyce.
Według danych z 31 grudnia 2016 roku gminę zamieszkiwało 3259 osób. Natomiast według danych z 30 czerwca 2020 roku gminę zamieszkiwały 3322 osoby.

## Położenie geograficzne
Według regionalizacji fizykogeograficznej Polski obszar gminy Krotoszyce położony jest w obrębie trzech jednostek należących do makroregionu Nizina Śląsko-Łużycka.
W przeważającej części obszar gminy mieści się w obrębie mezoregionu Równiny Chojnowskiej. Wschodnia część, na wschód od linii Dunino – Krajów obejmuje mikroregion Równina Jaworska, zachodnia zaś z Krotoszycami i Wilczycami – Wysoczyznę Chojnowską. Niewielki fragment północnej części gminy obejmuje fragment mikroregionu Doliny Dolnej Kaczawy, który przynależy do mezoregionu Równina Legnicka (kotlina). Granica pomiędzy tymi dwoma mezoregionami przebiega mniej wzdłuż linii wyznaczonej przez miejscowości Złotniki – Prostynia – Szymanowice – Czerwony Kościół.

## Struktura powierzchni
Według danych z roku 2002 gmina Krotoszyce ma obszar 67,59 km², w tym:
- użytki rolne: 84%
- użytki leśne: 5%

Gmina stanowi 9,08% powierzchni powiatu.

## Demografia

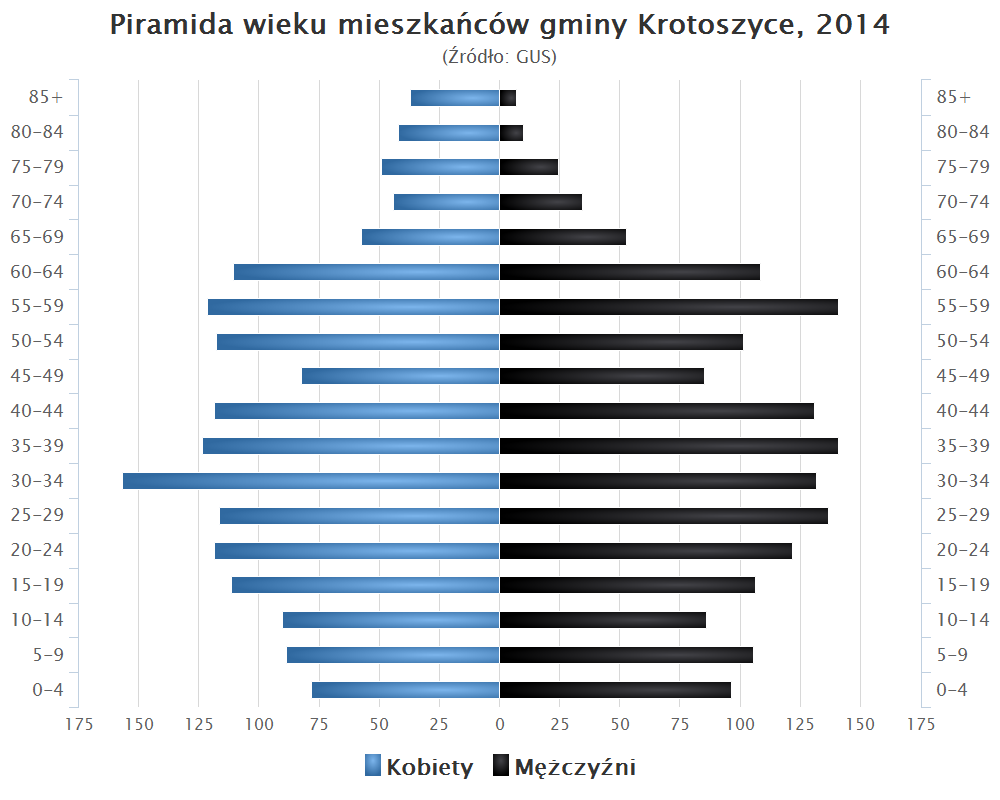
Piramida wieku mieszkańców gminy Krotoszyce w 2014 roku

Dane z 31 grudnia 2010:
| Opis                              | Ogółem | Ogółem | Kobiety | Kobiety | Mężczyźni | Mężczyźni |
| --------------------------------- | ------ | ------ | ------- | ------- | --------- | --------- |
| Jednostka                         | osób   | %      | osób    | %       | osób      | %         |
| Populacja                         | 2902   | 100    | 1479    | 51,0    | 1423      | 49,0      |
| Gęstość zaludnienia [mieszk./km²] | 43     | 43     | 21,9    | 21,9    | 21,1      | 21,1      |

## Sołectwa
Babin-Kościelec, Czerwony Kościół, Dunino, Janowice Duże, Kozice, Krajów, Krotoszyce, Prostynia, Szymanowice, Tyńczyk Legnicki, Warmątowice Sienkiewiczowskie, Wilczyce, Winnica, Złotniki.

## Sąsiednie gminy
Legnica, Legnickie Pole, Męcinka, Miłkowice, Złotoryja